# Liao Hansheng
Liao Hansheng. (1911-4 de octubre de 2006) fue un militar y político chino, que se desempeñó como Viceministro de Defensa de la República Popular China.
Miembro del Partido Comunista de China desde 1933, alcanzando el grado de teniente general en 1955. Fue represaliado y encarcelado durante la Revolución Cultural desde 1967 a 1973.